# Beppu

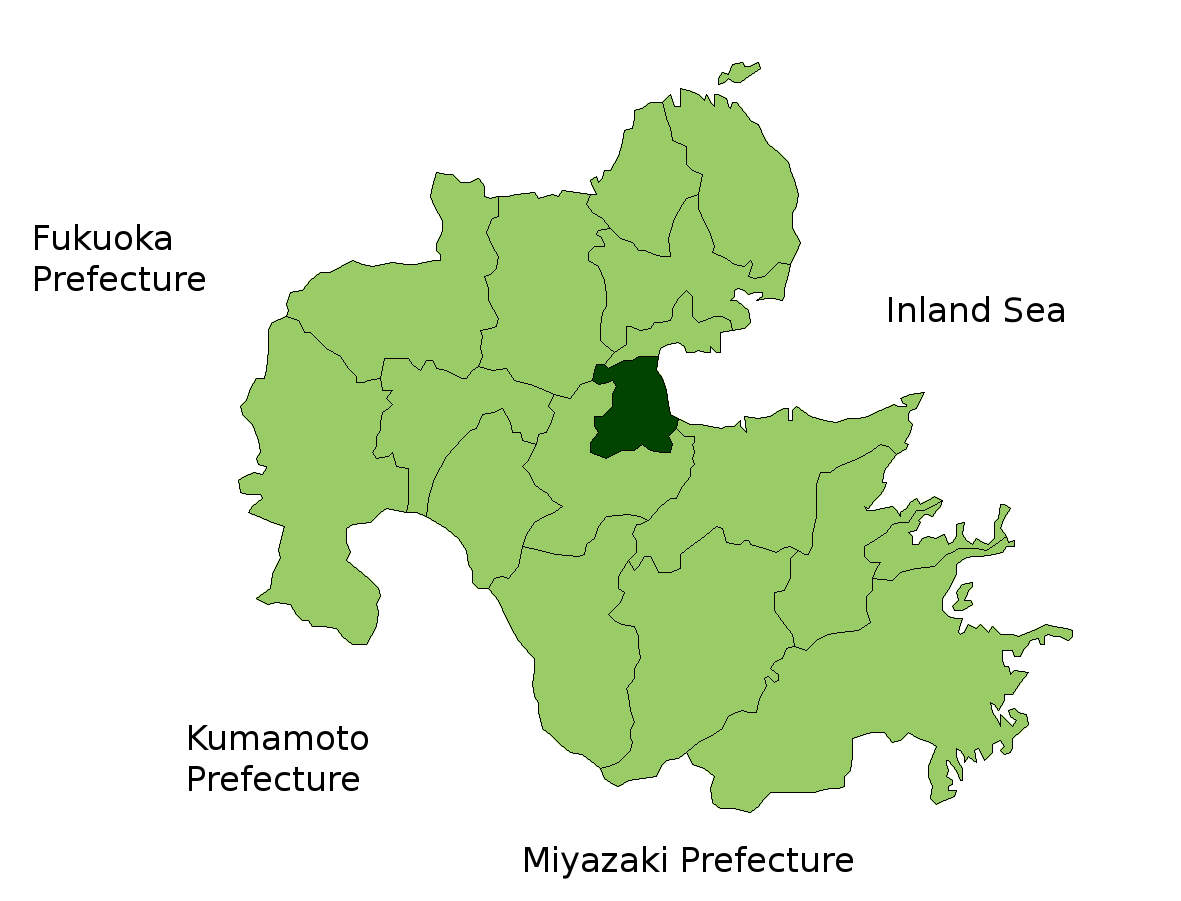
Mapa umístění

Beppu (japonsky: 別府, Beppu) je lázeňské město nacházející se v prefektuře Óita na ostrově Kjúšú v Japonsku. Dle oficiálních údajů ze dne 30. 11. 2016 má 119 927 obyvatel. Rozloha města je 125,13 km² a hustota zalidnění je 973 obyvatel na km².

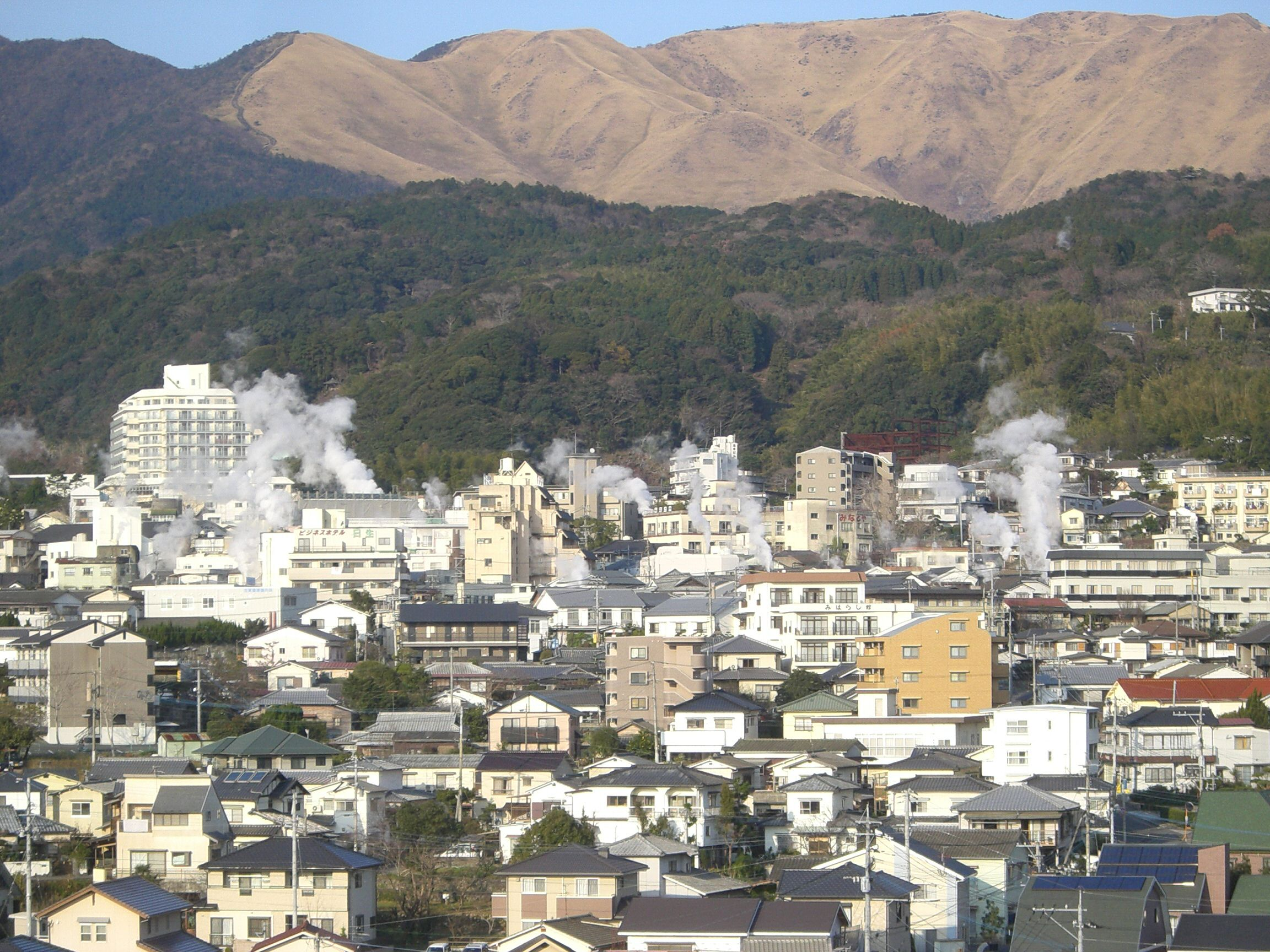
Centrum města

## Horké prameny
Díky velkému množství horkých pramenů je Beppu považováno za hlavní lázeňské centrum Japonska.
Město je rozděleno do osmi lázeňských středisek: Beppu, Kitahama, Kamegawa, Šibaseki, Kannawa, Mjóban, Horita a Hamawaki.

## Lázeňská střediska
- Beppu (別府温泉 [Beppu onsen])
- Hamawaki (浜脇温泉)
- Kankaidži (観海寺温泉)
- Horita (堀田温泉)
- Mjóban (明礬温泉)
- Kannawa (鉄輪温泉)
- Šibaseki (柴石温泉)
- Kamegawa (亀川温泉)

## Hlavní turistické atrakce
- Velké množství japonských lázní - onsenů, které nabízí vodní a bahenní koupele, zábaly do horkého písku, parní sauny, …
- 9 Pekel (Džigoku) - devět turisticky atraktivních geotermálních pramenů
- Opičí park Takasakijama (Mt. Takasaki) - park známý díky velmi početné populaci divoce žijícího makaka japonského
- Akvárium Umitamago - akvárium, které nabízí stálou expozici mořské fauny. K vidění jsou tuleni, mořské vydry, delfíni, tučňáci a mnoho druhů ryb
- Harmonyland - zábavný park určený pro rodiny s dětmi, ve kterém se můžete setkat s postavičkami z dílny firmy Sanrio (Hello Kitty, Cinnamon a My Melody).

## Partnerská města
- Atami, Japonsko
- Bath, Spojené království
- Beaumont, Spojené státy americké
- Čedžu, Jižní Korea
- Jen-tchaj, Čína
- Mokpcho, Jižní Korea
- Rotorua, Austrálie